# Gran Premio Miguel Indurain 2011
Il Gran Premio Miguel Indurain 2011, cinquantacinquesima edizione della corsa e tredicesima con questa denominazione, valido come evento dell'UCI Europe Tour 2011 categoria 1.HC, si svolse il 2 aprile 2011 su un percorso di circa 179,3 km. Fu vinto dallo spagnolo Samuel Sánchez, che concluse la gara in 4h42'47",alla media di 38,04 km/h.
Al traguardo 68 ciclisti portarono a termine il percorso.

## Squadre e corridori partecipanti
| N.      | Cod. | Squadra                         |
| ------- | ---- | ------------------------------- |
| 1-8     | KAT  | Katusha Team                    |
| 11-18   | MOV  | Movistar Team                   |
| 21-28   | GRM  | Team Garmin-Cervélo             |
| 31-38   | EUS  | Euskaltel-Euskadi               |
| 41-48   | LIQ  | Liquigas-Cannondale             |
| 51-58   | ALM  | AG2R La Mondiale                |
| 61-68   | ACG  | Andalucía-Caja Granada          |
| 71-78   | GEO  | Geox-TMC                        |
| 81-88   | CJR  | Caja Rural                      |
| 91-98   | ORB  | Orbea Continental               |
| 101-108 | VMC  | Burgos 2016-Castilla y Leon     |
| 111-118 | LEO  | Team Leopard-Trek               |
| 121-128 | FDJ  | FDJ                             |
| 131-138 | CEP  | Colombia es Pasion-Cafe de Col. |

## Ordine d'arrivo (Top 10)
| Pos. | Corridore           | Squadra        | Tempo    |
| ---- | ------------------- | -------------- | -------- |
| 1    | Samuel Sánchez      | Euskaltel      | 4h42'47" |
| 2    | Aleksandr Kolobnev  | Katusha Team   | a 2"     |
| 3    | Fabian Wegmann      | Leopard-Trek   | a 7"     |
| 4    | Ryder Hesjedal      | Garmin         | s.t.     |
| 5    | Ángel Madrazo       | Movistar Team  | s.t.     |
| 6    | Robinson Chalapud   | Col. es Pasión | s.t.     |
| 7    | Javier Moreno       | Caja Rural     | s.t.     |
| 8    | Christophe Le Mével | Garmin         | s.t.     |
| 9    | Joaquim Rodríguez   | Katusha Team   | a 13"    |
| 10   | Rinaldo Nocentini   | AG2R La Mond.  | a 16"    |